# Bathyraja smirnovi
Bathyraja smirnovi is een vissoort uit de familie van de Arhynchobatidae. De wetenschappelijke naam van de soort is voor het eerst geldig gepubliceerd in 1915 door Soldatov & Pavlenko.